# Carla Suárez Navarro

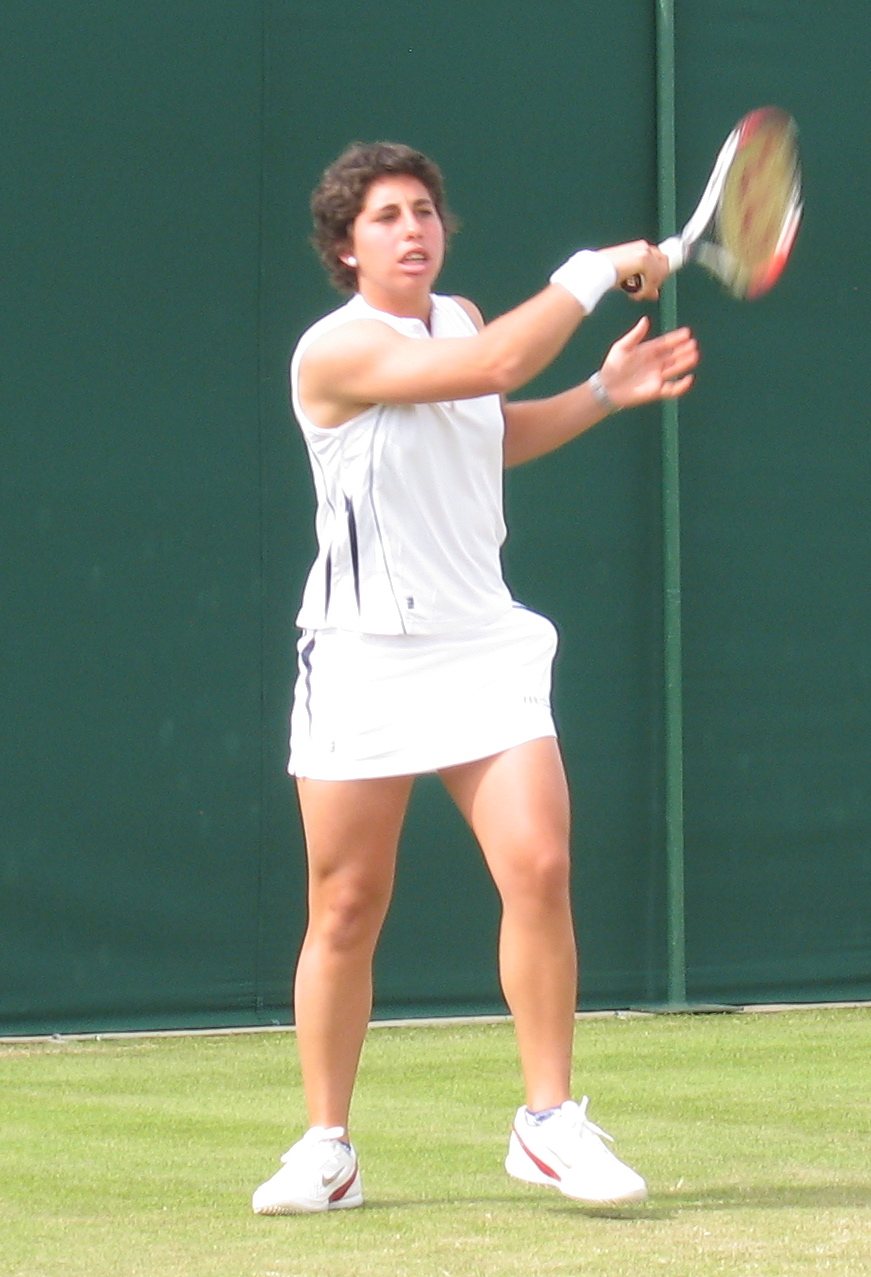
Suárez under Wimbledon Championships 2008

Carla Suárez Navarro, född den 3 september 1988 i Las Palmas de Gran Canaria, är en spansk tennisspelare. Hon började spela för Spanien under Fed Cup 2008. Den 29 februari 2016 nådde hon sin hittills bästa personliga notering i singel på världsrankingen, nr 6. För närvarande (20 augusti 2018) är hon rankad som nr 30.

## Karriär

### 2008–2009
Vid Franska öppna 2008 nådde hon kvartsfinal i sin första Grand Slam-turnering. I Wimbledonmästerskapen 2009 nådde hon  andra omgången i dubbel och tredje omgången i singel.

### 2010
Hon deltog i flera turneringar under året och fick följande resultat: andra omgången i ASB Classic 2010 i Auckland, kvartsfinal i Moorilla Hobart International 2010, tredje omgången i Australiska öppna 2010 (förlust mot Serena Williams), utslagen i första omgången av Copa BBVA-Colsanitas 2010, semifinal i Abierto Mexicano Telcel 2010, fjärde omgången i 2010 BNP Paribas Open (och slog ut världstrean Svetlana Kuznetsova), final i Andalucia Tennis Experience för andra året i rad samt förlust i första matchen i Franska öppna 2010.

## Spelstil
Carla Suárez Navarro är en högerhänt spelare, men i motsats till de flesta i proffsligan spelar hon med enhandsbackhand.